# Кольский, Якуб
Якуб Кольский (пол. Jakub Kolski; 1899, Лодзь, Царство Польское, Российская империя — 1941, Варшава, Генерал-губернаторство, Нацистская Германия) — польский шахматист.
В период 1920—1930-х годов Кольский был одним из сильнейших лодзинских шахматистов. В 1922 году он опередил Давида Данюшевского на турнире в Лодзи. В 1924 году он занял 2-е место после Йозефа Готтесдинера (пол. Josek Gottesdiener) в Варшаве. В 1930 году разделил 2-3 место с Теодором Регедзиньским в Лодзи.
В 1936 году вместе с рядом других польских шахматистов еврейского происхождения подписал заявление в поддержку бойкота Олимпиады в нацистской Германии и отказался там играть.
В начале Второй мировой войны осенью 1939 года он уехал из Лодзи в Варшаву. После оккупации Польши нацистской Германией был заключён в Варшавское гетто, где и умер от голода в 1941 году.

## Спортивные достижения
| Год  | Город   | Турнир               | + | − | = | Результат | Место |
| ---- | ------- | -------------------- | - | - | - | --------- | ----- |
| 1926 | Варшава | 1-й чемпионат Польши | 9 | 3 | 5 | 11½ из 17 | 3—7   |
| 1927 | Лодзь   | 2-й чемпионат Польши | 1 | 5 | 8 | 5 из 14   | 11—12 |
| 1935 | Варшава | 3-й чемпионат Польши | 8 | 6 | 2 | 9 из 16   | 6—7   |